# 蒂勒区
蒂勒区（法語：Arrondissement de Tulle）是法国科雷兹省所辖的一个区。总面积2363.7平方公里，总人口70755，人口密度30人/平方公里（2018年）。主要城镇为蒂勒。

## 辖区
蒂勒区辖有104个市镇。